# Кам'янка (Івано-Франківський район)
Кам'янка — село в Україні, у Рогатинській міській громаді Івано-Франківського району Івано-Франківської області. 

## Географія
Село розташоване на півночі Івано-Франківського району і є крайнім північним населеним пунктом Івано-Франківської області.
Відстань до адміністративного центру громади становить близько 25 км і проходить автошляхом територіального значення Т 1417. Село знаходиться на кордоні із Львівським  районом Львівської області.

## Історія
Село засноване 1870 року.
12 червня 2020 року, відповідно до розпорядження Кабінету Міністрів України № 714-р «Про визначення адміністративних центрів та затвердження територій територіальних громад Івано-Франківської області», село увійшло до складу Рогатинської міської громади.
19 липня 2020 року, в результаті адміністративно-територіальної реформи та ліквідації Рогатинського району, село увійшло до складу Івано-Франківського району.

## Церква
На польських картах 1926 року село зовсім не нанесене, лише позначено, що на тій місцевості є галявина з каплицею.

## Персоналії
Похований:
- Дмитро Карпенко («Яструб», «Лютий») (1917?—1944) — хорунжий УПА, сотенний сотні «Сіроманці», перший серед старшин УПА нагороджений Золотим Хрестом Бойової Заслуги I класу — найвищої нагороди УПА (посмертно).